# Azat, Armenien
Azat är ett vattendrag i Armenien. Det ligger i den centrala delen av landet, 19 kilometer söder om huvudstaden Jerevan.
Trakten runt Azat består i huvudsak av gräsmarker. Runt Azat är det ganska glesbefolkat, med 43 invånare per kvadratkilometer.